# Anatella maritima
Anatella maritima är en tvåvingeart som beskrevs av Ostroverkhova 1979. Anatella maritima ingår i släktet Anatella och familjen svampmyggor. Arten är reproducerande i Sverige. Inga underarter finns listade i Catalogue of Life.